# Jaramana
Jaramana (in arabo جرمانا‎?, Jaramānā) è una città della Siria situata nel governatorato del Rif di Damasco, nella Ghuta, nella periferia di Damasco. La città è sede di un ambiente socialmente variegato e la popolazione è costituita prevalentemente da drusi e da cristiani.

## Storia
L'area di Jaramana è abitata fin dai periodi più antichi della storia, ma l'insediamento moderno fu costituito dai drusi solo nel XIX secolo. Le famiglie druse più antiche della città tracciano infatti la loro presenza nell'area al massimo di due secoli. Il villaggio conobbe una vasta industrializzazione a partire dagli anni 1970, oltre a un ampio sviluppo edilizio, favorito da numerosi immigrati dal resto della Siria, che trasformarono l'insediamento da semplice villaggio agrario a uno dei principali sobborghi di Damasco.
L'ampliamento della popolazione della città e il relativo sviluppo edilizio conobbero un'impennata a partire dal XXI secolo, in seguito all'arrivo di decine di migliaia di rifugiati iracheni. A partire dal XXI secolo numerosi abitanti della vicina Damasco si sono stabiliti a Jaramana, attirati dai costi immobiliari più contenuti; al contempo numerose celebrità, artisti emergenti, intellettuali e studenti si sono stabiliti nel centro, favorendone la gentrificazione.
Con lo scoppio della guerra civile siriana nel 2011 la comunità locale cominciò a mobilitarsi. Molti giovani drusi si arruolarono volontariamente in comitati popolari per pattugliare la città. Nelle prime fasi del conflitto la gran parte della comunità drusa sostenne il regime di Bashar al-Assad, il quale si servì delle divisioni settarie del conflitto per attirare il supporto delle minoranze religiose del paese. Furono però attivi anche numerosi intellettuali e attivisti liberali e di sinistra che si opposero al regime. La città attirò migliaia di rifugiati siriani dal resto del paese, principalmente sunniti provenienti da Damasco, Dar'a e Homs, i quali vennero assistiti da associazioni locali. La città fu colpita da un'intensa campagna di violenza. Il disimpegno delle autorità governative favorì l'emergere di bande criminali. La città fu colpita in numerose occasioni da bombardamenti, attentati e rapimenti, specie tra agosto e novembre 2012, che provocarono centinaia di morti. Numerosi giovani uomini emigrarono per evitare la coscrizione.
A partire dal 2013 il locale consiglio (majlis) religioso druso, dopo essersi coordinato con i rappresentanti delle altre comunità religiose e delle varie fazioni politiche attive in città, adottò una posizione neutrale. Tuttavia questa iniziativa non ebbe un effetto concreto; il regime riaffermò la propria presenza nell'area, integrando i locali comitati popolari nelle Forza Nazionale di Difesa; in città divenne poi operativo il Partito Nazionalista Sociale Siriano, alleato del regime.

## Società

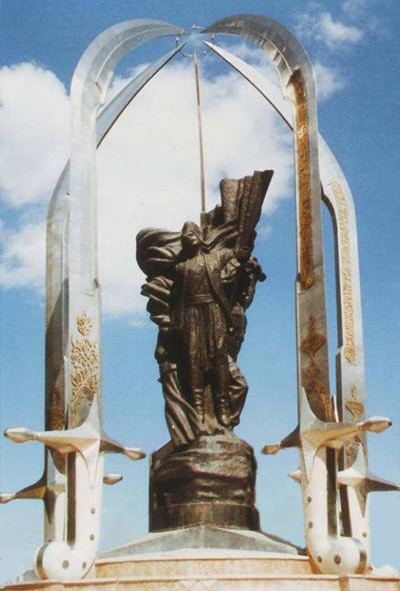
Monumento ai martiri della Grande rivoluzione siriana, situato in Piazza al-Suyūf

Jaramana costituisce tradizionalmente un'area drusa; la città ha attirato a partire dal XX secolo numerosi immigrati dal resto della Siria, in particolare drusi dalla regione di al-Suwayda. La popolazione di Jaramana ha raggiunto negli anni 2000 i 200 000 abitanti e rappresenta una delle aree più densamente abitate della Siria. La componente principale è rappresentata dai drusi; una delle più antiche famiglie native druse di Jaramana è quella degli Abud-Haddad, la quale offre alla comunità numerosi sceicchi e iniziati alla dottrina. È poi presente una cospicua comunità cristiana. La città ha poi attirato decine di migliaia di rifugiati iracheni e palestinesi.
La città è fortemente segregata dal punto di vista sociale. I drusi sono concentrati soprattutto nel centro storico e possiedono la grande maggioranza delle proprietà terriere e immobiliari della città. Forti disparità socioeconomiche vigono tra i drusi di Jaramana, i quali sono prevalentemente di classe media o lavoratrice e sono impiegati nelle più svariate professioni, principalmente come artigiani, operai, piccoli imprenditori o professionisti. La comunità drusa si è impegnata nell'affermare in città la propria identità comunitaria e religiosa, costruendo un importante santuario ed esponendo pubblicamente i propri simboli religiosi. A partire dal XXI secolo un forte processo di gentrificazione ha interessato il centro, che ha attirato numerosi artisti, intellettuali e studenti e ha visto emergere numerosi spazi di intrattenimento e centri culturali.
Prima dello scoppio della guerra civile siriana i rifugiati iracheni costituivano circa la metà della popolazione ed erano concentrati prevalentemente nelle periferie. I rifugiati palestinesi sono invece concentrati nel locale campo profughi, istituito nel 1948 e gestito dall'UNRWA.

## Infrastrutture e trasporti
Jaramana dista da Damasco 4 km ed è collegata alla capitale da un servizio di minibus che ha come capolinea la stazione Baremkeh. In città vige una forte segregazione sociale: mentre le periferie ospitano vaste comunità di rifugiati, il centro storico rappresenta un importante nodo economico, sociale e culturale; quest'area, estesa tra le piazze al-Rawda e al-Suyūf e il santuario al-Khudr, si è infatti gentrificata, divenendo sede di un ambiente cosmopolita, di numerosi caffè, ristoranti e locali notturni. Nel 2010 la comunità drusa ha realizzato un imponente santuario, vicino a quello di al-Khudr. La città è poi sede di numerose chiese cattoliche, ortodosse e protestanti e di alcune moschee sunnite.